# Arrowtown
Arrowtown – miasto w Nowej Zelandii. Położone w południowo-zachodniej części Wyspy Południowej, w regionie Otago, 2538 mieszkańców. (dane szacunkowe – styczeń 2010).